# Rugby-Union-Afrikameisterschaft 2024
Die Rugby-Union-Afrikameisterschaft 2024 (englisch Rugby Africa Cup 2024) war die 19. Auflage der Afrika-Meisterschaft im Rugby Union. Sie fand vom 20. Juli bis zum 28. Juli 2024 in der ugandischen Ortschaft Kira Town statt und wurde von Rugby Africa organisiert. Die für Kampala geplanten Spiele im Mutesa II Stadium wurden kurzfristig auch nach Kira Town verschoben.

## Hauptrunde

### Viertelfinale
| 20. Juli 2024 | Namibia | 38 : 5 | Burkina Faso | Mandela National Stadium, Kira Town |
| 20. Juli 2024 |         |        |              | Mandela National Stadium, Kira Town |

| 20. Juli 2024 | Kenia | 36 : 17 | Senegal | Mandela National Stadium, Kira Town |
| 20. Juli 2024 |       |         |         | Mandela National Stadium, Kira Town |

| 20. Juli 2024 | Elfenbeinküste | 12 : 32 | Algerien | Mandela National Stadium, Kira Town |
| 20. Juli 2024 |                |         |          | Mandela National Stadium, Kira Town |

| 20. Juli 2024 | Uganda | 20 : 22 | Simbabwe | Mandela National Stadium, Kira Town |
| 20. Juli 2024 |        |         |          | Mandela National Stadium, Kira Town |

### Halbfinale
| 24. Juli 2024 | Namibia | 10 : 32 | Simbabwe | Mandela National Stadium, Kira Town |
| 24. Juli 2024 |         |         |          | Mandela National Stadium, Kira Town |

| 24. Juli 2024 | Algerien | 20 : 12 | Kenia | Mandela National Stadium, Kira Town |
| 24. Juli 2024 |          |         |       | Mandela National Stadium, Kira Town |

### Spiel um Platz 3
| 24. Juli 2024 | Namibia | 38 : 27 | Kenia | Mandela National Stadium, Kira Town |
| 24. Juli 2024 |         |         |       | Mandela National Stadium, Kira Town |

### Finale
| 24. Juli 2024 | Simbabwe | 29 : 3 | Algerien | Mandela National Stadium, Kira Town |
| 24. Juli 2024 |          |        |          | Mandela National Stadium, Kira Town |

## Trostrunde

### Halbfinale
| 24. Juli 2024 | Uganda | 25 : 15 | Burkina Faso | Mandela National Stadium, Kira Town |
| 24. Juli 2024 |        |         |              | Mandela National Stadium, Kira Town |

| 24. Juli 2024 | Senegal | 25 : 8 | Elfenbeinküste | Mandela National Stadium, Kira Town |
| 24. Juli 2024 |         |        |                | Mandela National Stadium, Kira Town |

### Spiel um Platz 5
| 27. Juli 2024 | Uganda | 34 : 31 | Senegal | Mandela National Stadium, Kira Town |
| 27. Juli 2024 |        |         |         | Mandela National Stadium, Kira Town |

### Spiel um Platz 7
| 27. Juli 2024 | Elfenbeinküste | 23 : 10 | Burkina Faso | Mandela National Stadium, Kira Town |
| 27. Juli 2024 |                |         |              | Mandela National Stadium, Kira Town |